# Simira grazielae
Simira grazielae là một loài thực vật có hoa trong họ Thiến thảo. Loài này được Peixoto miêu tả khoa học đầu tiên năm 1981.